# Madraça Bu Inania (Mequinez)
A Madraça Bu Inania ou Madraça al-Bu'inaniya (em árabe: المدرسة أبو عنانية بفاس; romaniz.: al-madrasa ʾAbū ʿInānīya bi-Fās; em francês: Médersa Bou ´Inania) é uma madraça (escola islâmica) em Mequinez, Marrocos.
Situada em frente da Grande Mesquita, começou a ser construída no início do reinado do sultão merínida Alboácem Ali ibne Otomão (r. 1331–1348),[a][carece de fontes?] mas só foi terminada em 1358, quando reinava Abu Inane Faris (ou Bu Inane), de quem tomou o nome. Está classificada como património protegido desde 1923.[a][carece de fontes?]
Embora menos rica do que a sua homónima de Fez, da qual é praticamente contemporânea, não deixa de ser um bom exemplo do requinte que caracteriza o interior dos monumentos merínidas, nomeadamente pelo uso dos estilos decorativos clássicos marroquinos, como o zelliges (mosaicos coloridos), estuque finamente esculpido com caligrafia árabe e tetos de madeira de oliveira esculpida. Além de escola, a madraça era dispunha igualmente de alojamentos para os seus estudantes e professores. Os alunos que tinham entre 8 e 10 anos residiam em quartos duplos no rés de chão, enquanto que os mais velhos e os professores viviam no primeiro andar. A madraça tinha capacidade de alojamento para 60 estudantes.
Além da madraça propriamente dita situada na parte oriental do edifício, há um anexo na parte ocidental, separado por um corredor, que era outrora um abdesto (sala de abluções). A entrada principal é encimada por uma cúpula plana com arcos de ferradura finamente decorados com estuque. Daí, um corredor dá acesso a um pátio central retangular, com um tanque no meio, pavimentado com zellige. Em três dos lados do pátio há galerias, enquanto que o quarto se abre para a sala de orações. Esta é decorada com estuque esculpido e tem um mirabe elegante, com um arco em ferradura.